# Grönsten

Kiselhalt och mineralsammansättning hos vissa bergarter. Mafiska (basiska) bergarter innehåller lägre kiselsyrahalt än 52 %, ultramafiska lägre än 45.

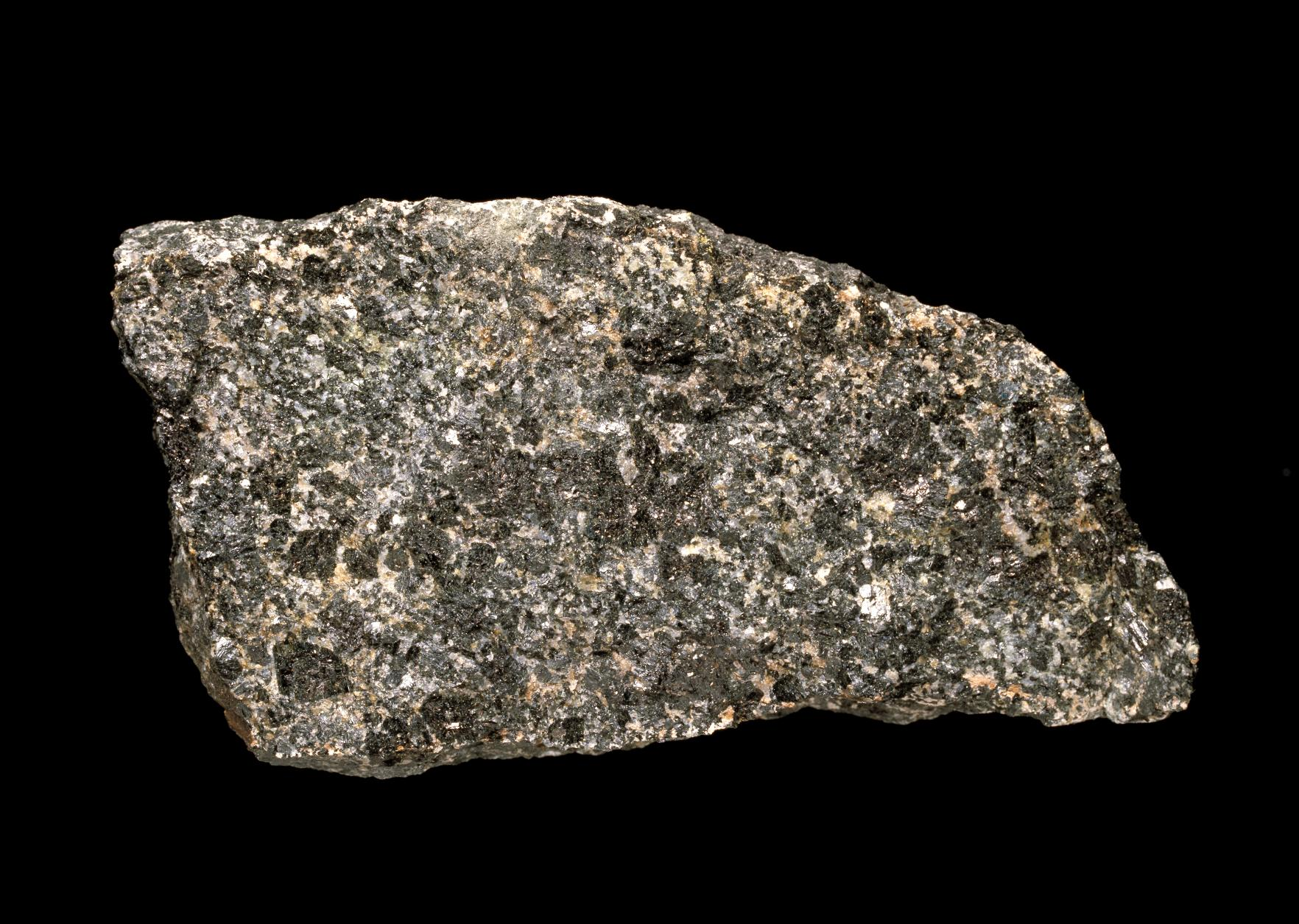
Gabbro från Norrbotten.

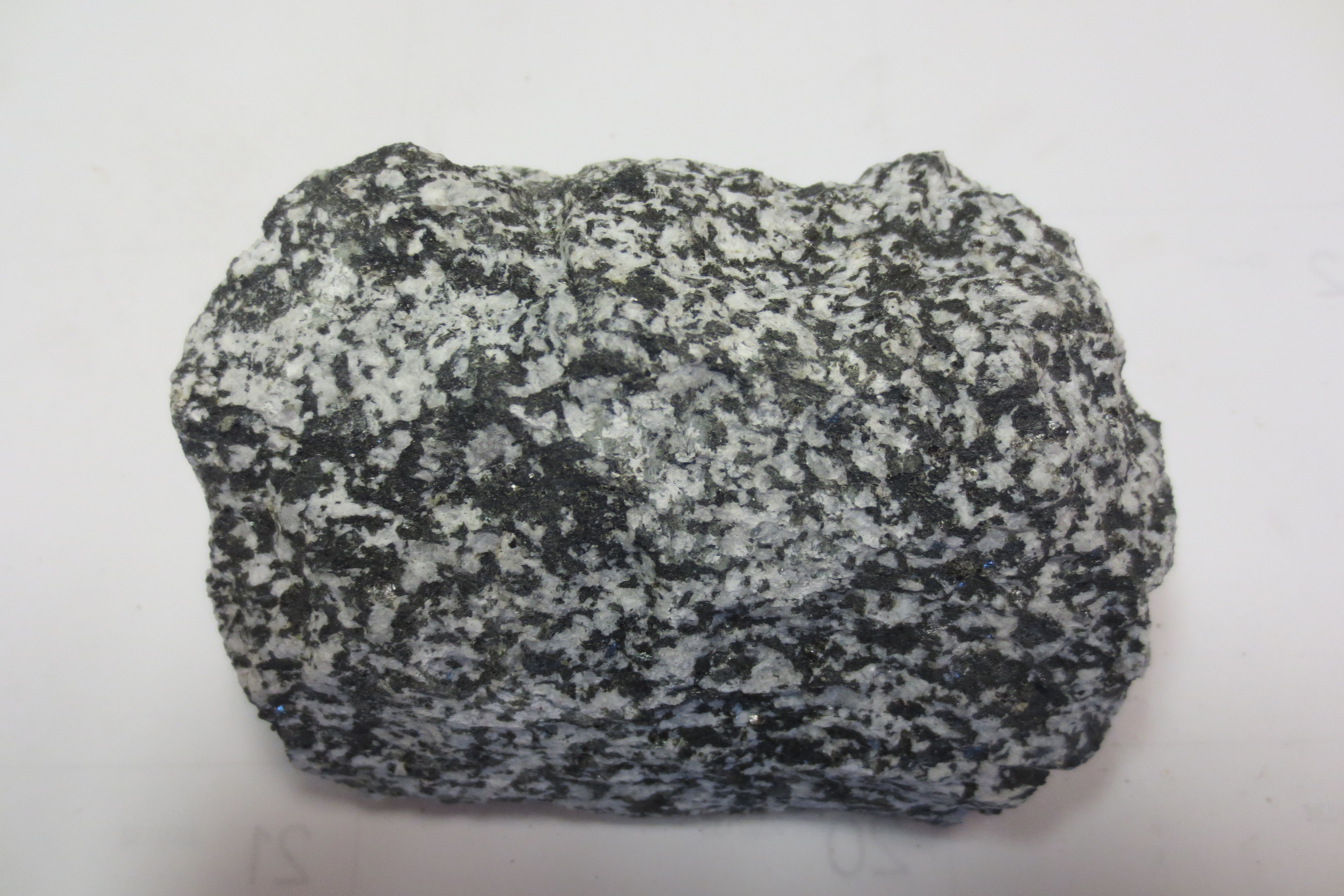
Diorit.

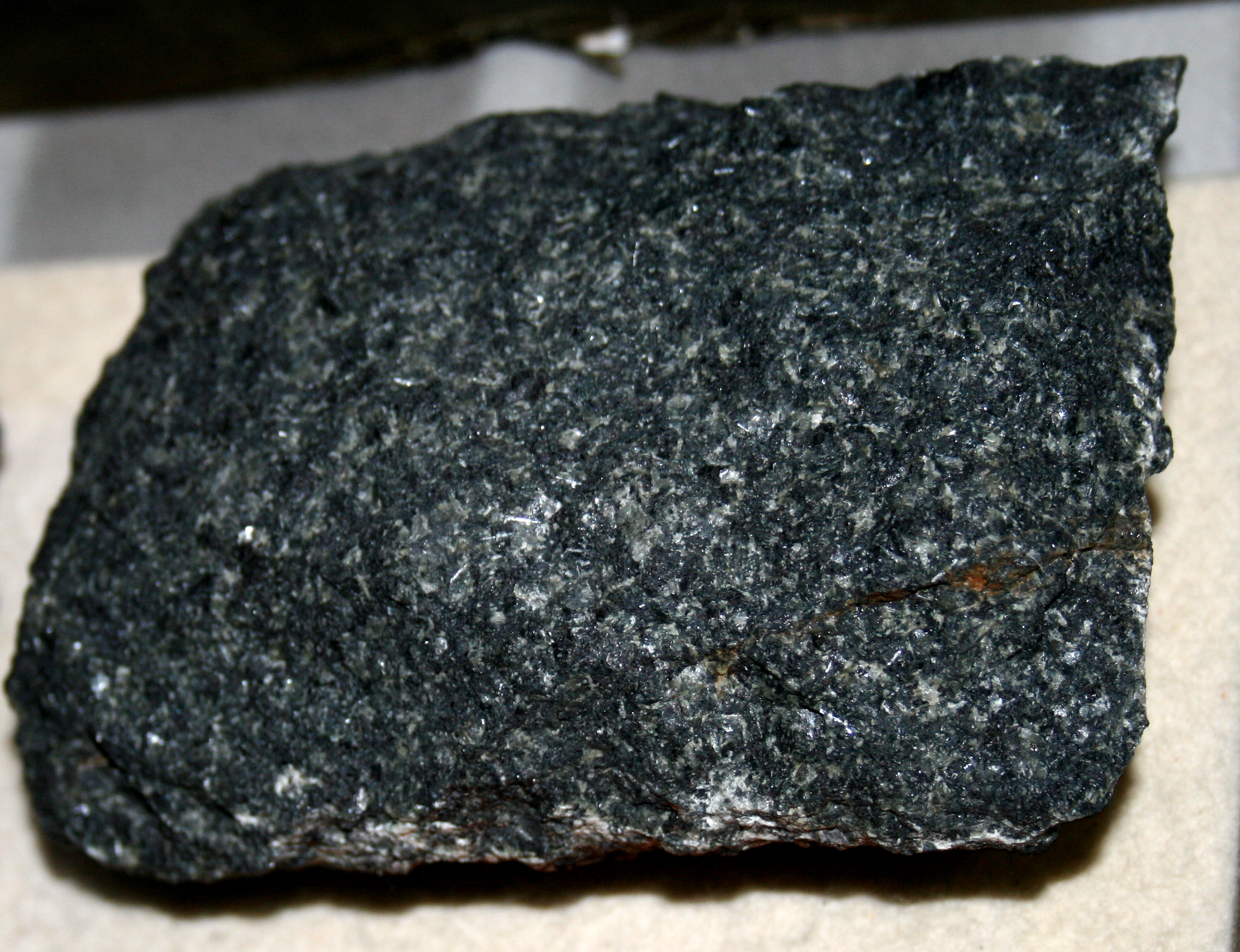
Diabas

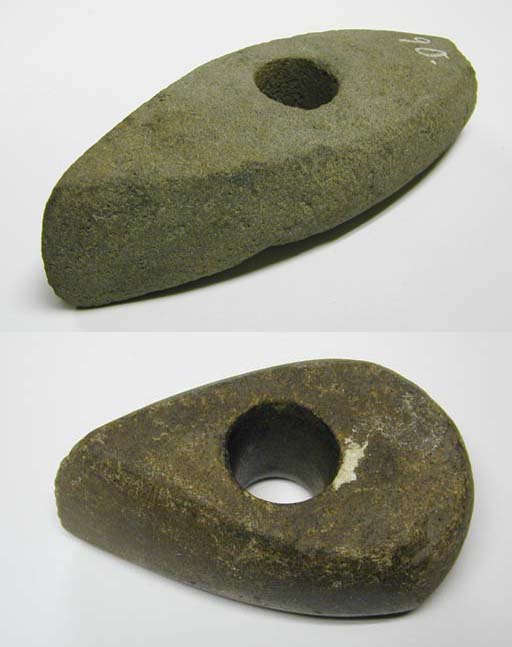
Skafthålsyxor, stenålder, ofta av grönsten.

Grönsten är ett samlingsnamn för kiselsyrafattiga mafiska ("basiska") magmatiska bergarter som genomgått en låg grad av metamorfos, exempelvis gabbro, diorit och diabas. 

## Terminologi
Fälttermen ”grönsten” är tidigast belagd 1734 i Carl von Linnés skrifter, och används främst i samband med skogs- och jordbruk. Mark, särskilt moränjordar, på berggrund av grönsten kan få andra egenskaper än på den mer vanligt förekommande granit-gnejsgruppens bergarter. I naturrelaterad litteratur omnämns ofta förekomsten av grönsten som gynnsam för vegetationen, med kännetecken som ädellövskog, artrikedom och granskog med hög bonitet.
I geologin är grönsten en äldre term som ansetts vag. Termen ”mafisk bergart” har ibland förordats. Engelskans ”greenstone” (som även används i vissa andra språk) syftar ibland på amfibolit eller omvandlade mafiska bergarter, ibland på både grönsten och grönskiffer. Även tyska "grünstein" används något bredare än i svenskan.
"Grönsten" är en etablerad term i arkeologi. Materialet i exempelvis stenyxor betecknas ofta med samlingsnamnet "grönsten" (mer sällan med det geologiskt formella namnet på bergarten).

## Samlingsnamnet ”grönsten”
SAOB beskriver "grönsten" som en: ”sammanfattande benämning på ett antal mörka, grönaktiga, basiska eruptivbergarter, såsom diorit, hornbländeskiffer, gabbro, diabas, hyperit, basalt, peridotit o. pyroxenit.” I andra sammanhang brukar även porfyrit och amfibolit nämnas, men även gabbrodiorit, och mineralen klorit, epidot, albit, pyroxen, olivin och biotit (mörk glimmer). 
Grönsten består vanligen av mineralen amfibol, klorit, epidot och albit, av vilka de tre förstnämnda ger bergarten dess grönaktiga färg.
All grönsten är inte tydligt grön, och det ges flera förklaringar till namnet:
- Många är mörkt gröna (om den är skiffrig kallas den grönskiffer).
- När man skrapar på ytan blir skrapmärket grönaktigt.
- När de vittrar frigörs näringsämnen som gör att grönalger och mossor trivs på ytan.

Grönsten med tydlig skiffrig struktur kallas grönskiffer.

## Jordar på berggrund av grönsten
Mark på berggrund av grönsten, som är mer basisk än annat urberg, kan få egenskaper som påminner om den kalkjord som exempelvis finns i södra Sverige. Genom sin ringa motståndskraft mot kemisk vittring ger grönsten upphov till produktiva jordar, exempelvis hyperitmarkerna i Värmland och Småland.
En studie vid Linnéuniversitetet indikerar att en berggrund av grönsten ger upphov till jordar som gynnar ädellövskog och artrikedom, och att dessa marker är överrepresenterade i skyddad natur.
Det uppmärksammas ofta att granskog kan få högre bonitet och kvalitet på grönstensmark. Ett exempel är den västvärmländska granskogen på hyperitmark. Detta grönstensbälte sträcker sig från norra Värmland genom landet ner till Skåne.

## Grönsten och radon
Det har uppmärksammats att berggrund av grönsten kan innebära lägre radonhalter i brunnsvatten. ”Grönsten” är dock ett vitt begrepp, och det kan vara svårt att ge generella riktlinjer.

## Grönsten i arkeologi
Slagna stenverktyg tillverkades under stenåldern ofta av material med finkorning kristallstruktur, som flinta, kalcedon eller obsidian, men även av grövre material som kvarts, kvartsit eller grönsten. Slipade stenverktyg tillverkades av grovkornig sten som basalt, ryolit, granit eller andra magmatiska bergarter, vars grova struktur gjorde dem lämpade att mala och slipa andra material, som växter och andra stenar. Många praktfulla stenyxor tillverkades just av grönsten.